# That Dog (musikalbum)
That Dog ibland även that dog. var bandet That Dogs debutalbum. Albumet gavs ut den 8 november 1993 av 4AD i Europa och i mars 1994 av DGC i Nordamerika och spelades in under juli 1992-1993
.

## Låtlista
1. Old Timer
2. Jump
3. Raina
4. You Are Here
5. Just Like Me
6. She
7. Angel
8. Westside Angst
9. She Looks at Me
10. Punk Rock Girl
11. Zodiac
12. Family Functions
13. She Looks at Me (Reprise)
14. Paid Programming
15. This Boy